# Брњичка група
Брњичка група је културна група позног бронзаног доба која је захватала територију јужне Србије, тачније области Косова, Пештера, Рашке области и басена јужне Мораве. Главна налазишта су некрополе у Доњој Брњици и Грастици код Приштине, Доњој Топоници и Горњој Страживи код Прокупља, Дојевицима и Глоговику на Пештеру.
Брњичка група се развијала од 1350. до 1050. године п. н. е., а названа је према првом пронађеном локалитету на Косову.

## Сахрањивање и култура
На основу истраживања шест очуваних некропола карактеристично за ову културну групу је да доминирају гробови спаљених покојника, нађен и по неки инхумирани покојник што указује на удео микенске традиције у настанку ове културе. Истраживања у суседној области, у басену Јужне Мораве (насеље брњичке културне групе Хисар у Лесковцу, Скобаљић у Вучју и друга и некропола Окућница Михајила Јојића у Врапцу) показала су да је развој брњичке културе прошао кроз четири развојне фазе. Поређењем резултата истраживања, установљено је да на Косову нису заступљене последње две развојне фазе брњичке културне групе, бар не у онаквом облику какве су оне познате у Поморављу. Могуће је да брњичка културна група на Косову није у својим млађим периодима прошла кроз онакве промене кроз које је прошла брњичка заједница у Поморављу, због чега поређење са басеном Јужне Мораве не даје резултат. Чини се, међутим, знатно вероватнијом претпоставка да је и брњичка заједница на Косову, као што се већ то и раније дешавало у овој области, оставши ван оних путева кроз које су се одвијала главна збивања на Балканском полуострву, запала у стагнацију и убрзо пропала. Све негде до краја 8. века п. н. е. на Косову нема значајнијих трагова људских заједница.

## Материјална култура
Од керамичких посуда јављају се 
- биконичне урне са раширеним ободом и две или четири вертикалне дршке, понекад украшене коничним додацима,
- дубоке профилисане зделе са хоризонталним или високим вертикалним дршкама са коничним украсима.

Карактеристично је да керамика нема орнамената.
Од металних налаза откривене су
- игле са шиљатим купастим врховима, 
  - са увијеном главом,
  - наочарасте игле,
- дугмад
- стрелице од лима